# Karam Gaber
Karam Mohamed Gaber Ibrahim (in arabo كرم محمد جابر إبراهيم‎?; Alessandria d'Egitto, 1º settembre 1979) è un lottatore egiziano, specializzato nella lotta greco-romana.
Ha rappresentato l'Egitto ai Giochi olimpici estivi di Atene 2004, dove ha vinto l'oro nei 96 kg, di Atene 2004, in cui si è classificato dodicesimo e di Londra 2012, in cui ha vinto l'argento negli 84 kg. È stato portabandiera dell'Egitto nella cerimonia di chiusura dell'Olimpiade greca e alfiere alla cerimonia d'apertura in quella cinese.

## Palmarès
- Giochi olimpici

Atene 2004: oro nei 96 kg.
Londra 2012: argento negli 84 kg.
- Mondiali

Mosca 2002: argento nei 96 kg
Créteil 2003: argento nei 96 kg
- Giochi panafricani

Johannesburg 1999: oro nei 97 kg
Abuja 2003: oro nei 96 kg
Ageri 2007: oro nei 96 kg
- Campionati africani

Casablanca 1997: oro nei 76 kg
Il Cario 1998: oro nei 85 kg
2000: oro nei 97 kg
Il Cairo 2002: oro nei 96 kg
Casablanca 2005: oro nei 96 kg
Pretoria 2006: oro nei 96 kg
Il Cairo 2007: oro nei 96 kg
- Giochi del Mediterraneo

Bari 1997: bronzo nei 76 kg
Tunisi 2001: oro nei 97 kg
Almería 2005: oro nei 96 kg
- Campionati del Mediterraneo

Larissa 2012: argento negli 84 kg
- Giochi panarabi

Beirut 1997
Amman 1999
Doha 2011